# Lucio Sila (Mozart)
Lucio Sila (Lucio Silla en el original italiano) es una ópera seria en tres actos con música de Wolfgang Amadeus Mozart y libreto en italiano de Giovanni de Gamerra, con modificaciones de Pietro Metastasio. Lleva por número KV 135. Se compuso para los carnavales milaneses de 1772-1773. Se estrenó en el Teatro Regio Ducal de Milán el día 26 de diciembre de 1772. Otras óperas con el mismo título fueron también compuestas por Pasquale Anfossi (1774) y Johann Christian Bach (1776).

## Personajes
| Personaje                                    | Tesitura                     | Reparto el 26 de diciembre de 1772 Director: Wolfgang Amadeus Mozart |
| -------------------------------------------- | ---------------------------- | -------------------------------------------------------------------- |
| Lucio Cornelio Sila (dictador de Roma)       | tenor                        | Bassano Morgnoni                                                     |
| Celia (hermana de Sila)                      | soprano                      | Daniella Mienci                                                      |
| Junia (hija de Cayo Mario, enemigo de Sila)  | soprano                      | Anna de Amicis-Buonsolazzi                                           |
| Cecilio (senador romano en el exilio)        | soprano / castrato           | Venanzio Rauzzini                                                    |
| Lucio Cinna (amigo de Cecilio)               | soprano (papel con calzones) | Felicità Suardi                                                      |
| Aufidio (tribuno de la plebe, amigo de Sila) | tenor                        | Giuseppe Onofrio                                                     |
| Soldados, nobles, pueblo, senadores, etc.    |                              |                                                                      |

## Argumento

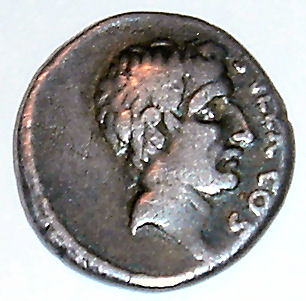
Mitrídates, rey de Ponto (título original en italiano, Mitridate, Re di Ponto) es una ópera seria en tres actos con música de Wolfgang Amadeus Mozart y libreto en italiano de Vittorio Amedeo Cigna-Santi

La historia tiene lugar en Roma, en el año 79 a. C. El protagonista es Lucio Cornelio Sila, político y general romano (138-78 a. C.). Lucio Sila desea a Junia, la hija de su enemigo Cayo Mario. Junia, por su parte, ama al senador exiliado Cecilio.
Lucio Silla, dictador de Roma, manda al exilio al senador Cecilio. Cecilio está prometido a Junia, hija del enemigo de Silla, Cayo Mario. Lucio Silla difunde la noticia de la muerte de Cecilio, a fin de conseguir casarse con Junia. Pero Junia rechaza los avances del dictador. Descubre en las catacumbas a Cecilio, que ha vuelto en secreto a Roma para verla.
El oponente político de Silla es Lucio Cornelio Cinna, que ama a Celia, hermana de Silla. Cinna y Cecilio planean un ataque contra Sila, pero fracasa. Cecilio es detenido y conducido a prisión, donde se encuentra con Junia. Los dos se despiden, preparándose para morir juntos.
Sin embargo, el dictador Silla decide perdonarles y reúne a las dos parejas, Junia con Cecilio y Cinna con Celia. Él se retira de la política para vivir como un ciudadano romano más. Todos los políticos exiliados pueden regresar a Roma.

## Valoración musical
Instrumentación original
La orquesta consiste en cuerda, dos flautas, 2 oboes, 2 fagotes, 2 trompas, 2 trompetas, 2 timbales y bajo continuo.
Libreto
El libreto es obra de Giovanni de Gamerra (1742-1803), revisado por Pietro Metastasio.
Estructura musical
Tiene 23 números, de los que 18 son arias, 2 dúos, un trío y dos temas corales. 
De las piezas vocales de esta ópera, destacan: 
N.º 1: Aria Vieni ov'amor t'invita (Cinna)
N.º 2: Il tenero momento (Cecilio)
N.º 3: Se lusinghiera speme (Celia)
N.º 4: Dalla sponda tenebrosa (Junia)
N.º 7 Dueto de Junia y Cecilio: D’Elisa in sen m’attendi. Este dueto entre Cecilio y Junia, en la escena de los sepulcros, es uno de los momentos notables de la obra, que anuncia la calidad de obras posteriores.
N.º 11: Ah se il crudel periglio (Junia)
N.º 15: Quando sugli arsi campi (Celia)
N.º 16 Aria de Junia: Parto, m’affretto.
N.º 21 Rondó de Aufidio: Pupille amate
N.º 22: Fra i pensier (Junia)
Estreno
Mozart comenzó a componer este encargo en Salzburgo, y después viajó en noviembre y diciembre de 1772 a Milán para ultimarlos. Esta ópera se estrenó el 26 de diciembre en el Teatro Regio de Milán.
Como era característico en Mozart, adaptó el texto a la calidad de los cantantes. De ellos, el tenor Morgnoni era un novato, por lo que Mozart le escribió sólo dos arias, pese a ser el rol que da nombre a la obra. En cambio, se esmeró en las piezas correspondientes a los dos virtuosos: la soprano Anna de Amicis Buonsolazzi y el castrado Venanzio Rauzzini, hombre de gran cultura y para quien Mozart escribiría, poco después, el motete "Exsultate, jubilate", KV 165.
Esta primera representación tuvo un gran éxito. Se representó 26 veces y después cayó en el olvido. Se reestrenó en 1975, en versión de concierto ofrecida en Salzburgo.
Esta ópera se representa poco; en las estadísticas de Operabase aparece la n.º 137 de las óperas representadas en 2005-2010, siendo la 18.ª en Austria y la undécima de Mozart, con 23 representaciones en el período.
Valoración
Mozart tenía dieciséis años cuando la compuso. Supone un avance respecto a su previa ópera seria, Mitridate, Rè di Ponto, con una composición más sólida y madura. 
Como todas las óperas serias de Mozart, las piezas individualmente consideradas, así como la orquestación, es muy superior a otras contemporáneas. Sin embargo, el interés dramático es muy limitado. Sigue el estilo de la escuela napolitana, con su estructura rígida de arias da capo rigurosamente distribuidas entre los personajes principales, salvo al dictador Lucio Silla, sin duda por ser el cantante menos dotado del elenco. 
Esta ópera motivó su tercer viaje a Italia y fue la última que compuso directamente para el público italiano.

## Arias destacadas
Acto I
- "Dalla sponda tenebrosa" - Junia
- "Il desio di vendetta" - Sila
- "Il tenero momento" - Cecilio
- "Se lusinghiera speme" - Celia
- "Vieni ov'amor t'invita" - Lucio Cinna

Acto II
- "Guerrier che d'un acciaro" - Aufidio
- "Nel fortunato istante" - Lucio Cinna
- "Parto, m'affretto" - Junia
- "Ah se a morir" - Cecilio
- "Ah se il crudel periglio" - Junia
- "D'ogni pietà mi spoglio" - Sila
- "Quando sugl'arsi campi" - Celia
- "Quest' improvviso tremito" - Cecilio
- "Se il labbro timido" - Celia

Acto III
- "De più superbi il core" - Lucio Cinna
- "Fra i pensier" - Junia
- "Pupille amate" - Cecilio
- "Strider sento la procella" - Celia

## Discografía
| Año  | Elenco (Lucio Silla, Junia, Cecilio, Celia)                          | Director, Teatro y orquesta                                                      | Sello discográfico                                                   |
| ---- | -------------------------------------------------------------------- | -------------------------------------------------------------------------------- | -------------------------------------------------------------------- |
| 1962 | Fernando Ferrari, Dora Gatta, Fiorenza Cossotto, Rena Gary Falachi   | Carlo Felice Cillario, Orquesta de cámara del Angelicum de Milán                 | Sarx Records, Cat:SXAM 2019-2                                        |
| 1974 | Peter Schreier, Arleen Augér, Julia Varady, Helen Donath             | Leopold Hager, Orquesta y coro del Mozarteum de Salzburgo                        | Philips "Mozart Edition" 422 532-2                                   |
| 1985 | Anthony Rolphe-Johnson, Lella Cuberli, Ann Murray, Christine Barbaux | Sylvain Cambreling, Orquesta y coro del Teatro de la Monnaie de Bruselas         | Brilliant Classics 99717 "Mozart Edition" Vol. 5 (grabación en vivo) |
| 1990 | Peter Schreier, Edita Gruberová, Cecilia Bartoli, Dawn Upshaw        | Nikolaus Harnoncourt, Coro Arnold Schönberg y Concentus Musicus de Viena         | Teldec 2292-44928-2                                                  |
| 2009 | Juhan Tralla, Antonia Bourvé, Iva Danova, Eva Bernard                | Marcus R. Bosch, Orquesta Sinfónica de Aquisgrán y Coro de la ópera de Aquisgrán | Premiere Opera Lted. CDNO 3523-3                                     |

En su álbum “Mozart’s Opera Arias”, la cantante Kiri Te Kanawa grabó el aria Pupille amate de Lucio Silla, con la Orquesta Sinfónica de Londres y dirección de Colin Davis (1982, Philips)